# Edmond-Charles de Martimprey
Edmond-Charles de Martimprey (Meaux, 16 giugno 1808 – Parigi, 24 febbraio 1883) è stato un militare e politico francese.

## Biografia

### I primi anni (1808–48)
Edmond-Charles de Martimprey nacque a Meaux, dipartimento di Seine-et-Marne, il 16 giugno 1808. Suo padre era Augustin Dominique de Martimprey (1780–1869), mentre sua madre fu Angélique Françoise Royer de Maulny (c. 1790–1865). Suo fratello minore, Auguste de Martimprey, divenne generale di fanteria e morì per le ferite riportate nella battaglia di Magenta nel 1859.
Edmond de Martimprey studiò all'École spéciale militaire de Saint-Cyr dalla quale uscì diplmato nel 1828, prendendo servizio come sottotenente dal 3 gennaio 1829. Nel 1830 venne assegnato all'11º reggimento di fanteria a Soissons, venendo quindi destinato alla sessione topografica dove realizzò delle mappe dell'area dello Champagne.
De Martimprey venne promosso tenente il 20 giugno 1832 ed il 3 novembre 1835 entrò in servizio in Algeria, giungendo a Mers El Kébir presso. Seguì le campagne d'Africa e raggiunse il grado di tenente colonnello. In Africa fu capo dello staff dei generali La Morcière e Cavaignac.

### La seconda repubblica francese (1848–51)
Durante la rivolta delle giornate di giugno del 1848, de Martimprey combatté per le strade di Parigi. Promosso colonnello il 10 luglio 1848, il 18 ottobre di quello stesso anno, a Parigi, si sposò con Louise Thérèse Mesnard de Chousy (1823–89). La coppia ebbe per figli Louis (1849–92), Albert (1851–1931) e Charles Auguste (1852–1935). In quello stesso periodo iniziò a supportare attivamente la politica del principe Luigi Napoleone Bonaparte.

### Il secondo impero francese (1852–70)
De Martimprey divenne capo dello staff generale alle dipendenze del maresciallo Randon nell'armata d'Algeria. Nel 1852 de Martimprey venne nominato generale di brigata e nel 1855 ottenne il grado di generale di divisione. Nel corso della guerra di Crimea venne nominato maggiore generale dell'armata dell'Est. Con questo ruolo prestò servizio sotto i marescialli Saint-Arnaud, Canrobert e Pélissier. Ottenne il comando della divisione di Orano, in Algeria. Fu quindi generale aggiunto al maresciallo Vaillant, entrando ufficialmente nell'armata d'Italia nel 1859.
De Martimprey venne nominato al comando delle truppe di terra e di mare francesi in Algeria e quindi fu vice-governatore della colonia. Il 30 dicembre 1863 ottenne la gran croce dell'Ordine della Legion d'onore. Alla morte del maresciallo Pélissier divenne governatore provvisorio. Portò avanti una forte campagna militare in Algeria, reprimendo violentemente l'insurrezione araba locale. Venne creato senatore per decreto imperiale del 1 settembre 1864. Il 27 aprile 1870 divenne governatore dell'Hotel des Ivalides di Parigi.

### La terza repubblica francese (1870–83)
Nel 1871 de Martimprey divenne membro del consiglio per la capitolazione di Strasburgo e Metz. Il 21 maggio 1874 si vide confermare il titolo di conte ereditario con decreto del presidente MacMahon.
Edmond-Charles de Martimprey morì a Parigi il 24 febbraio 1883.